# Милеси, Николас
Николас Милеси Ван Ломмель (исп. Nicolás Milesi Van Lommel, 10 ноября 1992, Янг, департамент Рио-Негро) — уругвайский футболист, полузащитник клуба «Пеньяроль».

## Биография
Николас Милеси — воспитанник уругвайского клуба «Торке», за который он выступал во Втором дивизионе. В январе 2014 года Милеси стал игроком бразильского «Атлетико Паранаэнсе», но сыграть за этот клуб ему так и не удалось. В начале июля того же года уругваец вернулся на родину, перейдя в «Данубио». 24 августа он дебютировал в уругвайской Примере, выйдя на замену в середине второго тайма домашнего поединка против команды «Атенас». В середине августа 2015 года Милеси на правах аренды перешёл в другой клуб уругвайской Примеры «Пласа Колония». 23 апреля 2016 года он забил свой первый гол на высшем уровне, ставший победным в домашнем матче с командой «Эль Танке Сислей». Спустя месяц он уже на 2-й минуте важнейшего матча с «Пеньяролем» открыл счёт. Этот гол помог «Пласа Колонии» одержать победу в этом поединке и в итоге выиграть Клаусуру 2016.
В начале августа 2016 года Николас Милеси стал игроком саудовского «Аль-Хиляля» из Эр-Рияда. 25 ноября 2011 года уругваец забил свой первый гол в рамках саудовской Про-лиги, ставший единственным и победным в гостевой игре с «Аль-Иттифаком».
В июле 2022 года перешёл в «Пеньяроль». Дебютировал за новую команду 1 августа в матче 1 тура Клаусуры чемпионата Уругвая, в котором «Пеньяроль» на своём поле уступил «Фениксу» со счётом 0:1.

## Достижения
«Аль-Хиляль»
- Чемпион Саудовской Аравии (2): 2016/17, 2017/18
- Обладатель Кубка короля Саудовской Аравии: 2017